# Datu Piang
Datu Piang (tên cũ: Dulawan) là một đô thị ở tỉnh Maguindanao, Philippines.

## Các đơn vị hành chính
Datu Piang được chia ra 21 barangay.
| - Alonganan - Ambadao - Andavit - Balanakan - Balong - Buayan - Butilen - Dado - Damabalas - Dasawao | - Duaminanga - Kalipapa - Liong - Magaslong - Masigay - Montay - Pandi - Poblacion (Dulawan) - Reina Regente - Tee - Kanguan |